# برادر کور من
برادر کور من (انگلیسی: My Blind Brother) یک فیلم کمدی آمریکایی ۲۰۱۶ به کارگردانی سوفی گودهارت است. این فیلم در جشنواره جنوب از طریق جنوب غربی ۲۰۱۶ به نمایش در آمد.

## بازیگران
- جنی سلیت در نقش رز
- زو کازان
- ادام اسکات در نقش رابی
- نیک کرول در نقش بیل
- جفری گروور